# Premio Penagos
El Premio Penagos de Dibujo fue creado en 1982 por la Fundación Mapfre en memoria del dibujante español Rafael de Penagos (Madrid, 1889-1954), considerado como el más importante representante del movimiento de renovación que se produce en el campo de la ilustración gráfica española durante los años veinte y treinta.

## Historia
Desde su creación, el Premio Penagos de Dibujo se convocó anualmente y ha sido concedido a algunos de los más importantes artistas de nuestro panorama actual. A partir de 2008 el premio, que entra en una nueva fase, se otorga como reconocimiento a la trayectoria profesional de un artista vivo de significación nacional o internacional, que dentro de su carrera haya dedicado una atención sobresaliente al dibujo. Tal es el caso de David Hockney que recibió el premio en 2008, Antonio López en 2009,  Paula Rego en 2010 o Miquel Barceló en 2012, o el sudafricano William Kentridge en 2013, entre otros artistas premiados.

## Ganadores
Premio Penagos de  Dibujo (2008 - 2013)
- 2008 David Hockney[6]
- 2009 Antonio López
- 2010 Paula Rego
- 2011 Miquel Barceló[4]
- 2012 William Kentridge[5]
- 2013 Carlos Cruz Díez[7]

Premio Penagos de Dibujo (1983 -2007)
- 1983 Julián Grau Santos
- 1984 Manuel Alcorlo[2]
- 1985 Roberto González Casarrubios
- 1986 Daniel Quintero
- 1987 Pedro Martínez Sierra
- 1988 Félix Revello de Toro
- 1989 Lorenzo Goñi
- 1990 Paulino Ruano
- 1991 Guillem Darder
- 1992 Primer Premio: Francisco Carrillo Cruz

Segundo Premio: Jaime Queralt
Tercer Premio: Alberto Duce
- 1993

Primer Premio: José Hernández Muñoz
Segundo Premio: Luis Mayo Vega
Tercer Premio: "Cesc", Francesc Vila Rufas
- 1994

Primer Premio: Carlos Morago Fernández
Segundo Premio: Fco. Javier Garrido Romanos
Tercer Premio: Mónica Escribano Sarabia
- 1995

Primer Premio: Adolfo Estrada Estrada
Segundo Premio: Gema Alava Crisóstomo
Tercer Premio: Marcelo Góngora Ramos
- 1996

Primer Premio: Juan Moreno Aguado
Segundo Premio: Joaquín Fco. Torrego Graña 
Tercer Premio: Diego Gadir
- 1997

Primer Premio: Álvaro Toledo Ruiz
Segundo Premio: Ginés Liébana Velasco
Tercer Premio: Pascual Carratalá
- 1998

Primer Premio: Fco. Sánchez Sánchez
Segundo Premio: Javier Banegas Lista
Tercer Premio: José Catalán Carrión
- 1999

Primer Premio: Miguel Condé Weiner 
Segundo Premio: Eloy Jesús Morales Ramiro
Tercer Premio: Santiago Mayor Francos
- 2000

Primer Premio: Antonio Yaniz Aramendia
Segundo Premio: Diego Gadir Gil Parra
Tercer Premio: Antonio Santos Lloro
- 2001

Primer Premio: Carlos Muro Aguado
Segundo Premio: Laura Bule Pérez
Tercer Premio: Mazen Boukai Mikawi
- 2002

Primer Premio: José Luis Galicia Gonzalo
Segundo Premio: Antonio Santos Lloro
Tercer Premio: Francisco Sebastián Nicolau
- 2003

Primer Premio: Alfredo González Sánchez
Segundo Premio: Francisco Sebastián Nicolau
Tercer Premio: Francisco Catalán Carrión
- 2004

Primer Premio: Virginia Frieyro Gutiérrez
Segundo Premio: Francisco Fresno Fernández
Tercer Premio: Miguel Pérez Álvarez
- 2005 Víctor Pulido
- 2006 Inés Rodríguez-Losada Aguado[3]
- 2007